# Libellago xanthocyana
Libellago xanthocyana är en trollsländeart som beskrevs av Selys 1869. Libellago xanthocyana ingår i släktet Libellago och familjen Chlorocyphidae. Inga underarter finns listade i Catalogue of Life.